# Valentin Loos
Valentin „Vilda“ Loos (* 13. April 1895 in Prag; † 8. September 1942 ebenda) war ein tschechoslowakischer Eishockeyspieler. Bei den Olympischen Sommerspielen 1920 in Antwerpen gewann er mit der tschechoslowakischen Nationalmannschaft die Bronzemedaille im olympischen Eishockeyturnier. Vier Jahre später nahm er auch am olympischen Eishockeyturnier der Winterspiele in Chamonix teil. Des Weiteren gewann er mit den Tschechoslowaken zweimal die Europameisterschaften.

## Leben
Valentin Loos’ Vater František (1858–1911) war ein Metzger aus Holešovice. Er war das jüngste von drei Kindern, sein Bruder Josef Loos (1888–1955) war ebenfalls Eishockeyspieler und später Vorsitzender des tschechoslowakischen Eishockeyverbandes. Valentin Loos arbeitet später als Bankangestellter. 1942 verstarb er an einem Herzinfarkt.

## Karriere
Valentin Loos begann wie sein Bruder Josef beim SK Slavia Prag mit dem Eishockeysport. Die beiden Brüder spielten zusammen in der Nationalmannschaft bei den Olympischen Sommerspielen 1920, die später zur ersten Weltmeisterschaft erklärt wurden, und gewannen die Bronzemedaille. Auch bei den ersten Olympischen Winterspielen vier Jahre später vertrat er sein Heimatland. Außerdem erreichte er 1922 und 1925 mit dem Nationalteam den Gewinn der Europameisterschaften sowie 1921 und 1926 die EM-Silber- und 1923 die Bronzemedaille. Insgesamt absolvierte er 27 Länderspiele, in denen er 12 Tore erzielte.
Neben dem Eishockeysport war er auch als Fußballspieler für den SK Slavia Prag aktiv. Er vertrat die Tschechoslowakei 1919 im Fußball bei den Interalliierten Spielen in Paris.

## Erfolge und Auszeichnungen
- 1920 Bronzemedaille bei den Olympischen Sommerspielen